# Josef Schaffer (stavitel)
Josef Schaffer (21. května 1862, Mariánské Lázně – 15. června 1938, Mariánské Lázně) byl stavitelem a architektem v ateliéru Emila Rittera von Förstera a poté v Dolním Medlingu u Vídně. Po návratu do Mariánských Lázní působil jako ředitel ve „Starých lázních“.

## Život a rodina
Byl synem Johanna Baptisty Schaffera (1826-1899), kupce z Bečova a jeho manželky Elisabeth, rozené Sommerové (1835-1865), která byla dcerou aktuáře vrchního úřadu a klášterního knihovníka v Teplé. Josef vyrůstal od svých tří let bez matky. Otec se záhy znovu oženil. Od mládí byl uzavřený do sebe, byl ministrantem a zajímal se o přírodu, umění a hudbu. Dobře hrál na klavír. Vychodil obecnou školu a poté reálné gymnázium v Plzni. Následovalo studium Akademie výtvarných umění ve Vídni u profesora Theophila von Hansena. Schaffer procestoval Švýcarsko a Itálii, kde se nechal inspirovat renesanční architekturou. Po studiích ve Vídni se vrátil do rodných Mariánských Lázní a byl zaměstnán jako architekt v ateliéru Emila Rittera von Förstera neboť to byl švagr jeho profesora Theophila von Hansena. V té době se oženil (5. února 1891) s Marii Königovou, dcerou největšího místního stavitele Johanna Königa. V roce 1886 opustil na 10 let rodné město a začal pracovat jako technický úředník a architekt v Dolním Medlingu u Vídně. Do lázní se vrátil aby převzal funkci ředitele „Starých lázní“ a pracoval jako architekt a vedoucí stavebních služeb. Zemřel 15. června 1938 v Mariánských Lázních a byl pochován na místním hřbitově.